# Michael Stiller (Journalist)
Michael Stiller (* 18. Januar 1945 in Hirschberg, Provinz Niederschlesien; † 12. August 2016 in München) war ein deutscher Journalist. Er wurde mehrfach für die Aufdeckung von CSU-Skandalen ausgezeichnet.

## Leben
Michael Stiller wuchs nach der Flucht aus Schlesien in Oberösterreich auf. Nach dem Besuch des Jesuitenkollegs in Linz studierte er von 1963 bis 1967 Germanistik, Geschichte und Rechtswissenschaften in München und Würzburg. 1967 bekam er ein Stipendium an der Deutschen Journalistenschule in München. Ab 1968 war er für die Süddeutsche Zeitung tätig, zunächst als Landtagskorrespondent, später als Leitender Redakteur für den Bereich der bayerischen Landespolitik. Er war an der Aufdeckung zahlreicher CSU-Skandale maßgeblich beteiligt (Amigo-Affäre, Zwick-Affäre, Schreiber-Affäre). Lukas Wallraff schrieb 2002 in einer Rezension in der taz: „Die Opposition in Bayern besteht aus einem Mann […] Nur ein Name macht [die CSU] nervös: Michael Stiller.“ Für seine Recherchen über Strauß und die CSU wurde er von Max Strauß, dem ältesten Sohn des CSU-Politikers, 1995 unflätig beschimpft und unter anderem als „Berufsdesinformant“ bezeichnet, wogegen er juristisch vorging. 2005 trat Stiller in den Ruhestand. Danach arbeitete er weiterhin als freier Journalist für die Süddeutsche Zeitung, Die Zeit, die taz und für die Bayerische Staatszeitung.
Michael Stiller starb im August 2016 im Alter von 71 Jahren in seinem Haus im Münchner Stadtteil Allach.

## Auszeichnungen
- 1988 Erster Preis beim Wächterpreis der deutschen Tagespresse
- 1993 Zweiter Preis beim Wächterpreis der deutschen Tagespresse
- 2000 Erster Preis beim Wächterpreis der deutschen Tagespresse
- 2007 Bayerische Verfassungsmedaille in Gold

## Werke

### Bücher
- Die Republikaner. Franz Schönhuber und seine rechtsradikale Partei (= Heyne-Bücher Band 10: Heyne-Report, Nr. 72), Wilhelm Heyne Verlag, München 1989, ISBN 3-453-03724-3.
- zusammen mit Hans Leyendecker, Heribert Prantl: Helmut Kohl, die Macht und das Geld, Steidl, Göttingen 2000, ISBN 3-88243-738-3.
- Edmund Stoiber. Der Kandidat, Econ, München 2002, ISBN 3-430-18786-9.

### Artikel
- Irritierende Nachsicht. Bayerische Staatszeitung, 2. Oktober 2015.
- Umflort ist nun die stolze Bayernkrone. (Memento vom 9. August 2012 im Internet Archive) taz, 4./5. Oktober 2008; nominiert für den Theodor-Wolff-Preis 2009.
- Ein Zitat, das keines ist. Stoiber hat nie gegen die „durchrasste Gesellschaft“ gehetzt. Süddeutsche Zeitung, 8. Februar 2002.